# Кодекс Товара

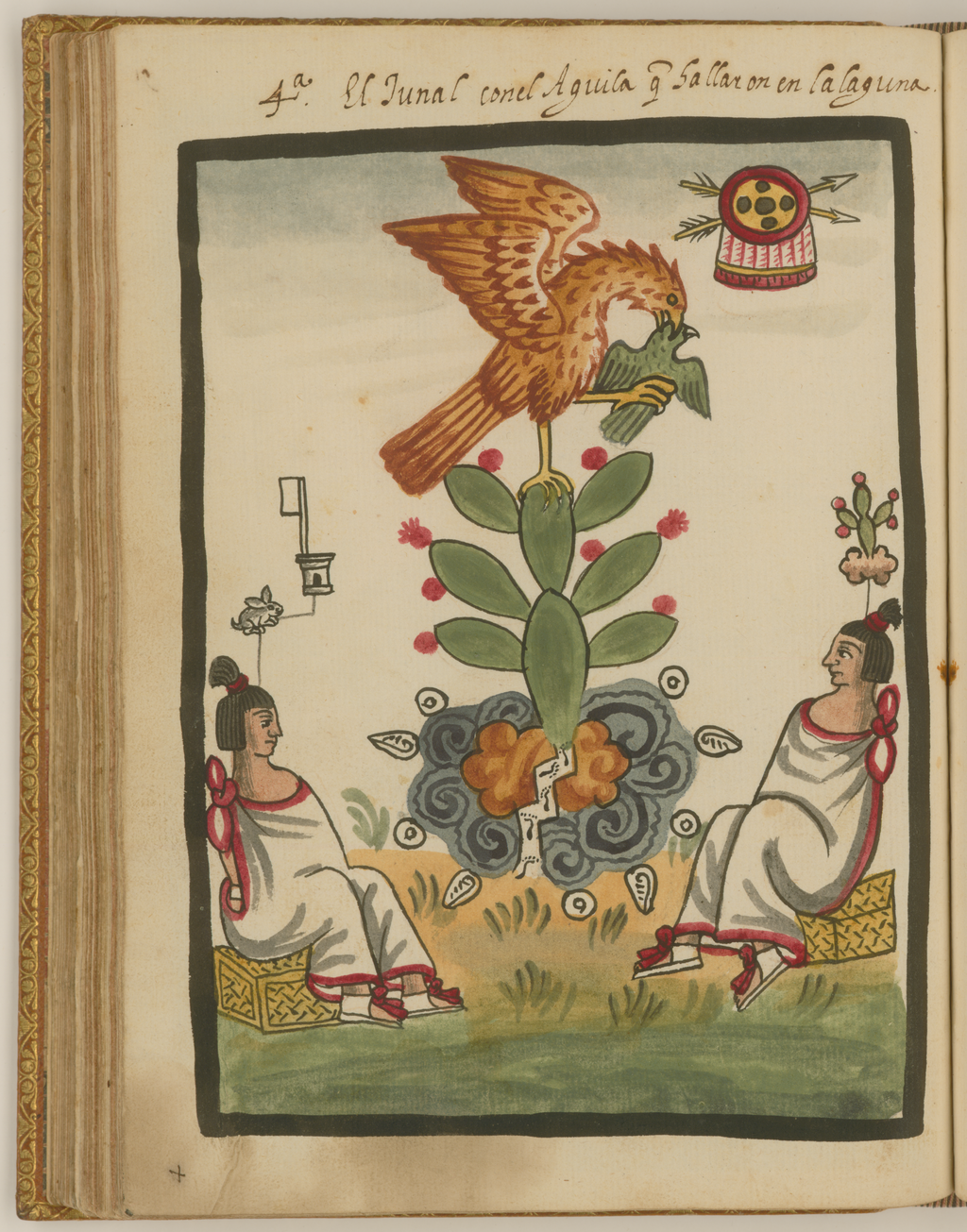
Заснування Теночтітлана, Кодекс Товара, 91v.

Кодекс Товара (Codex Tovar; JCB Manuscripts Codex Ind 2) — історичний мезоамериканський рукопис кінця XVI століття, написаний єзуїтом Хуаном де Товаром та ілюстрований ацтекськими художниками. Оригінальна назва — «Historia de la benida de los Yndios a poblar a Mexico de las partes remotas de Occidente» (Історія приходу до Мексики індіанців із віддалених районів Заходу). Кодекс близький за змістом, але не ідентичний Кодексу Рамірес. Нині зберігається в бібліотеці імені Джона Картера Брауна у Провіденсі (Род-Айленд, США).

## Про автора
Хуан де Товар (1543—1623) був священиком-єзуїтом і письменником із Нової Іспанії, одним із численних синів капітана Хуана де Товара, який прибув на континент разом із Панфіло де Нарваєсом під час завоювання Мексики. Його мати була метискою, онукою конкістадора Дієго де Коліо. Саме від неї майбутній письменник вивчив кілька мов корінних народів, особливо науатль, отомі та масауа. Навчився невимушено розмовляти ними, його вважали «мексиканським Цицероном».
1573 року приєднався до єзуїтів і до смерті мандрував різними районами Мексики, збираючи різні свідчення тубільців. Як священник-єзуїт, сприяв вивченню мексиканських мов серед семінаристів, тому разом з латиною та грецькою їм доводилося вивчити науатль, перш ніж перейти до філософії та теології. Як письменник, утілив ідею індіанізму, описуючи місцеві традиції та протистояння між Іспанією та Ацтекською імперією з погляду переможеного народу та з критикою поведінки переможців. Його основна праця «Історія приходу в Мексику індіанців з віддалених районів Заходу, події та паломництва на шляху до їхньої державності, їхніх ідолів і храмів, обрядів, церемоній та календарів» відома як Кодекс Товара і Кодекс Рамірес — останній створено близько 1585 року. В «Історії» зібрано докладні описи обрядів, правителів та богів ацтеків доколумбового періоду.

## Codex Tovar
Рукопис Товар створив між 1587 та 1588 роками, під егідою історика Хосе де Акости. Деякі листи, якими вони обмінювалися, що пояснюють історію рукопису, наведено в тексті. Схоже, що Товар, який прибув до Нової Іспанії 1573 року, отримав від ордену єзуїтів замовлення на підготовку історії царства ацтеків із урахуванням достовірних місцевих джерел; проте його незнання піктографічної та ієрогліфічної систем письма ацтеків значно уповільнило роботу. Таким чином, Товар зустрівся з ацтекськими істориками та ілюстраторами рукописів (tlacuiloque), щоб перетворити ці піктогліфічні джерела на прийнятніший для західної історичної традиції опис. Першим результатом історичних досліджень Товара став Кодекс Рамірес.
Пізніше, 1583 року, до Нової Іспанії прибув історик-єзуїт і натураліст Хосе де Акоста. Він мав намір зібрати рукописи, щоби самостійно підготувати запис історії ацтеків, але не зміг підібрати значного матеріалу. Не впоравшись із завданням і залишивши Нову Іспанію, він звернувся до свого колеги Товара, який уже значно просунувся в підготовці Кодексу Рамірес. Акоста закликав його надіслати копію своєї роботи королю Іспанії Філіпу II, який на той час просив підготувати історичні довідки про свої американські володіння: отже, Кодекс Рамірес залишився в Мексиці, де його пізніше знову знайдено, а Кодекс Товара направлено до Іспанії, де Акоста використовував цінну інформацію з рукопису для написання розділу про історію ацтеків у своїй загальнішій праці «Історія природи та моралі індіанців».
Сам рукопис можна розділити на чотири частини. Перша містить обмін листами між Акостою та Товаром. Друга — Relación, або власне історія. Третя — трактат про релігію ацтеків (Tratado de los ritos). Заключна частина — календар, що демонструє місяці ацтеків і співвідносить їх із європейським календарем через домініканську буквено-календарну систему. Зміст та ілюстрації першої та другої частин помітно близькі не лише до Кодексу Рамірес, а й до праці Дієго Дюрана та Фернандо Альварадо Тецоцомока. Роберт Барлоу припустив, що зазначені праці походять від ранішого, втраченого рукопису, який він назвав Кронікою X. Деякі вчені вважають, що Товар написав обидві свої праці на основі записів Дюрана, оскільки подібність між ними значна, тоді як інші припускають, що праці обох учених ґрунтуються на одній і тій самій групі ацтекських піктографічних документів, нині втрачених.

## Історичний розділ Кодексу Товара

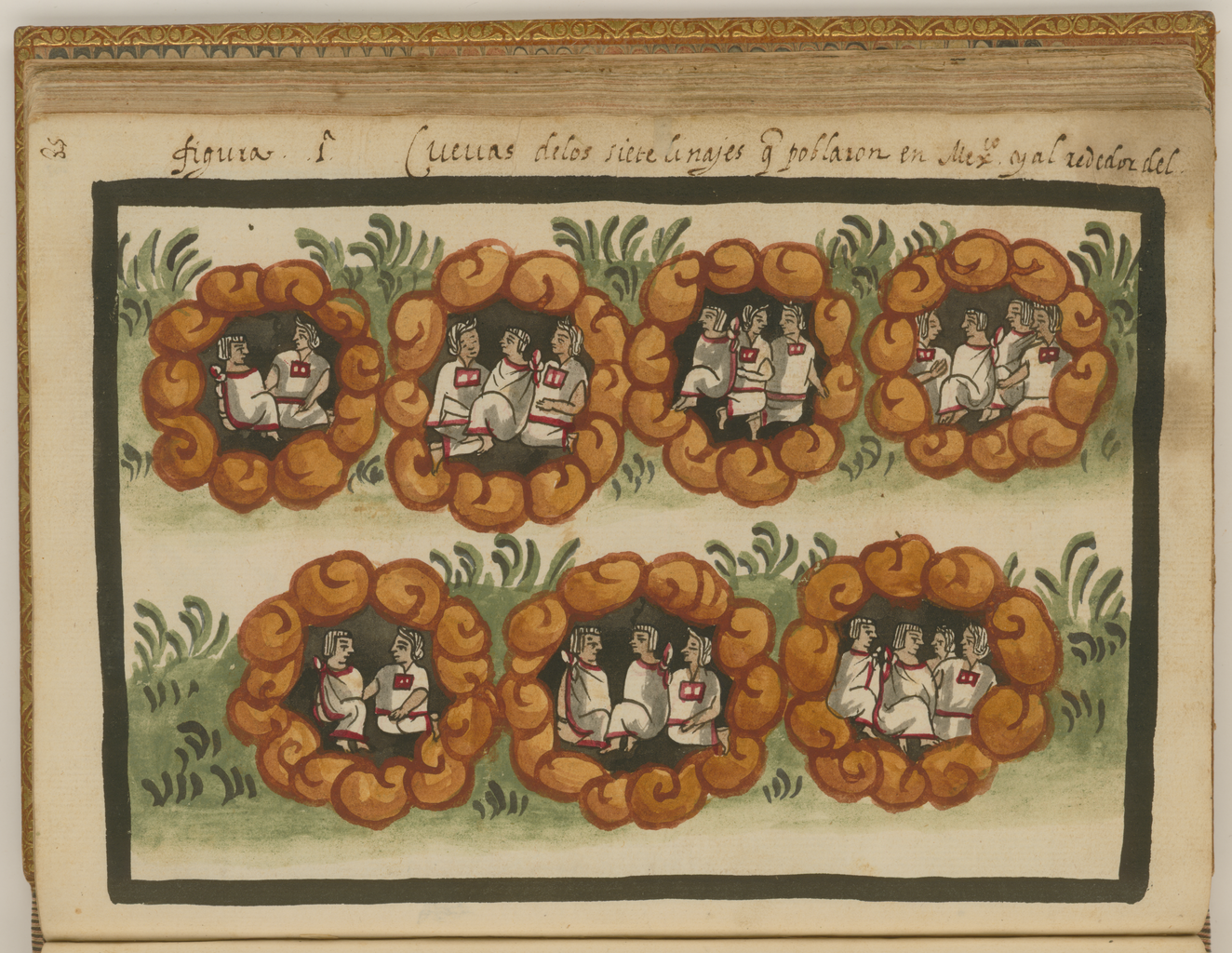
Чикомосток, сім печер походження в Ацтлані
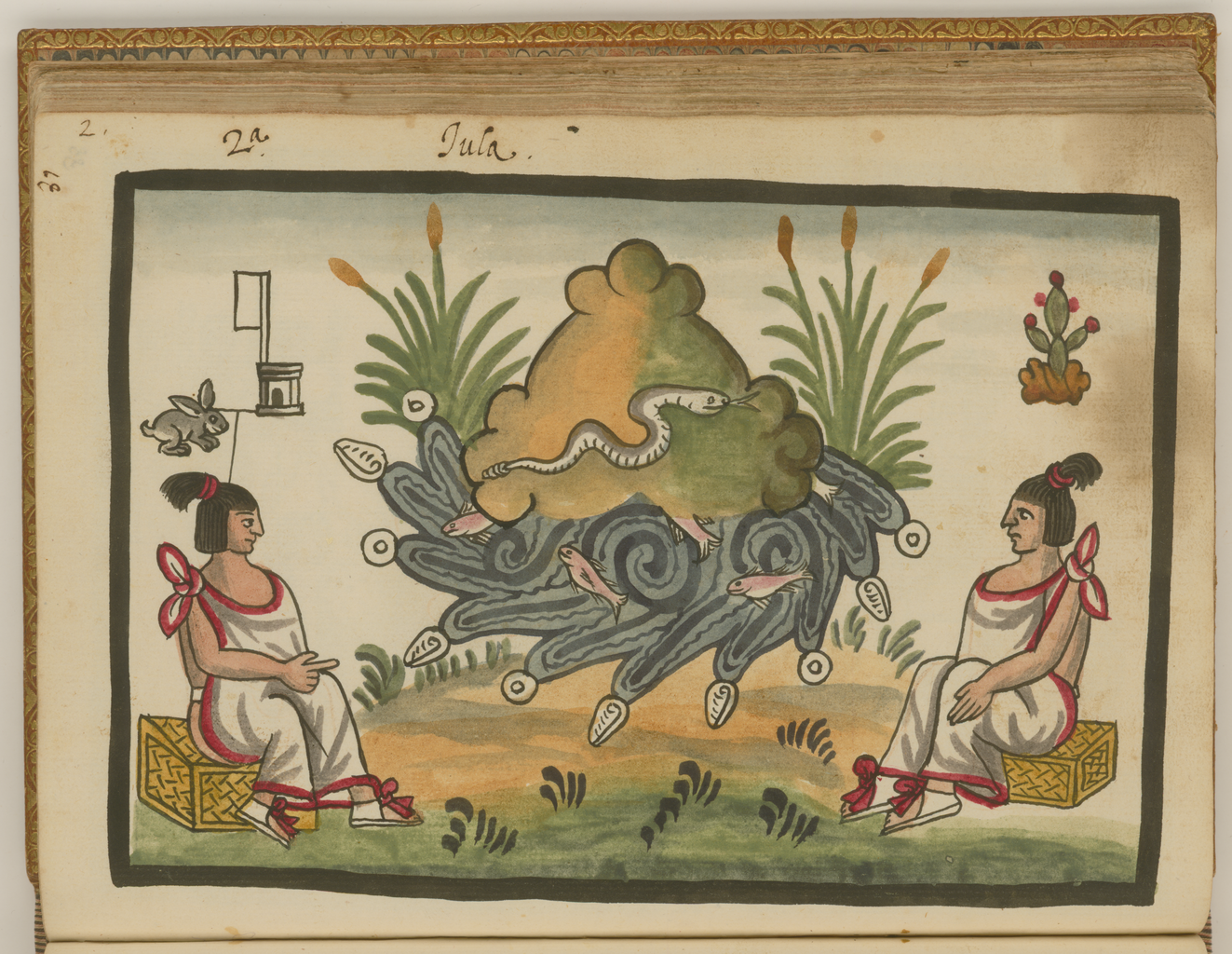
Толлан
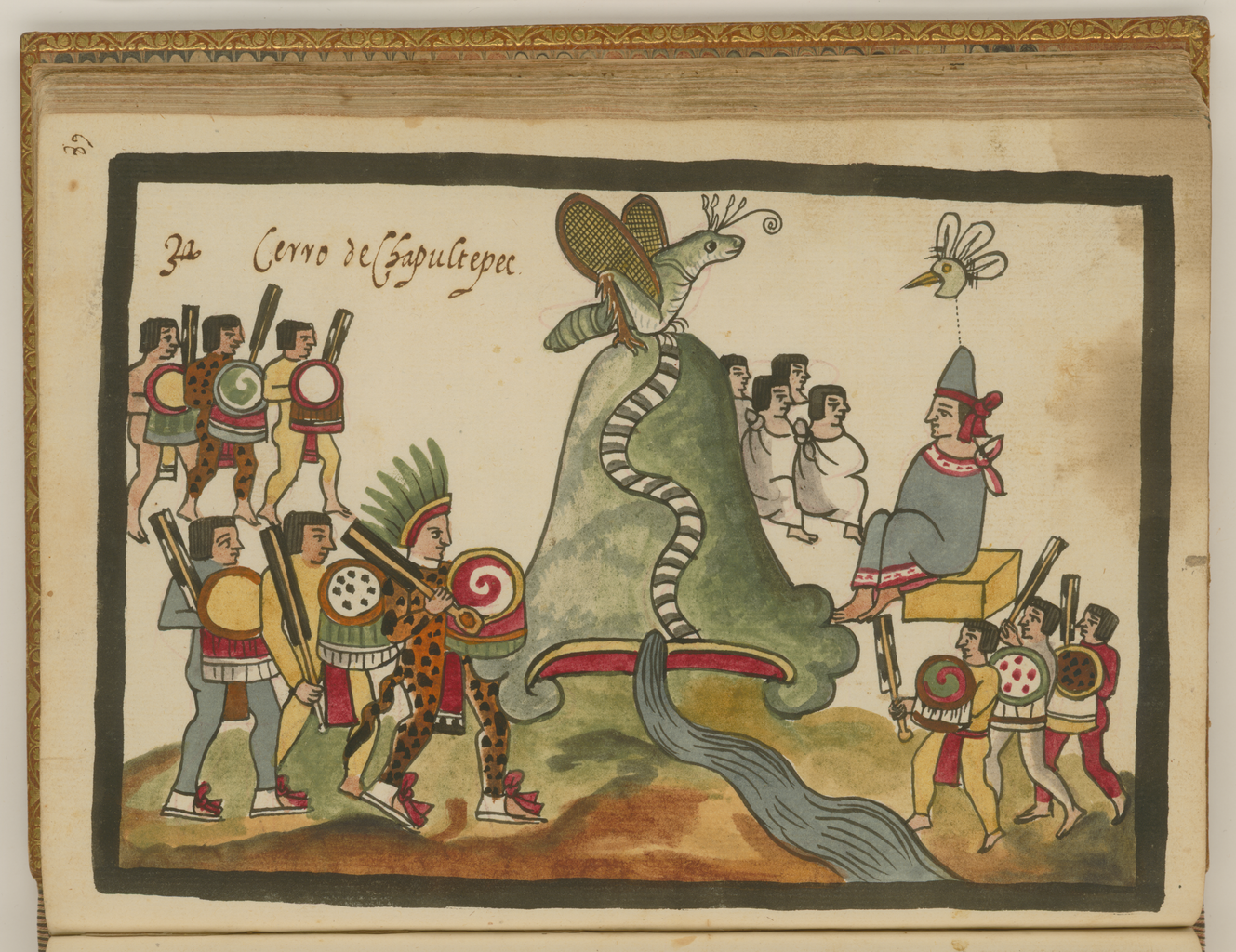
Битва під Чапультепеком
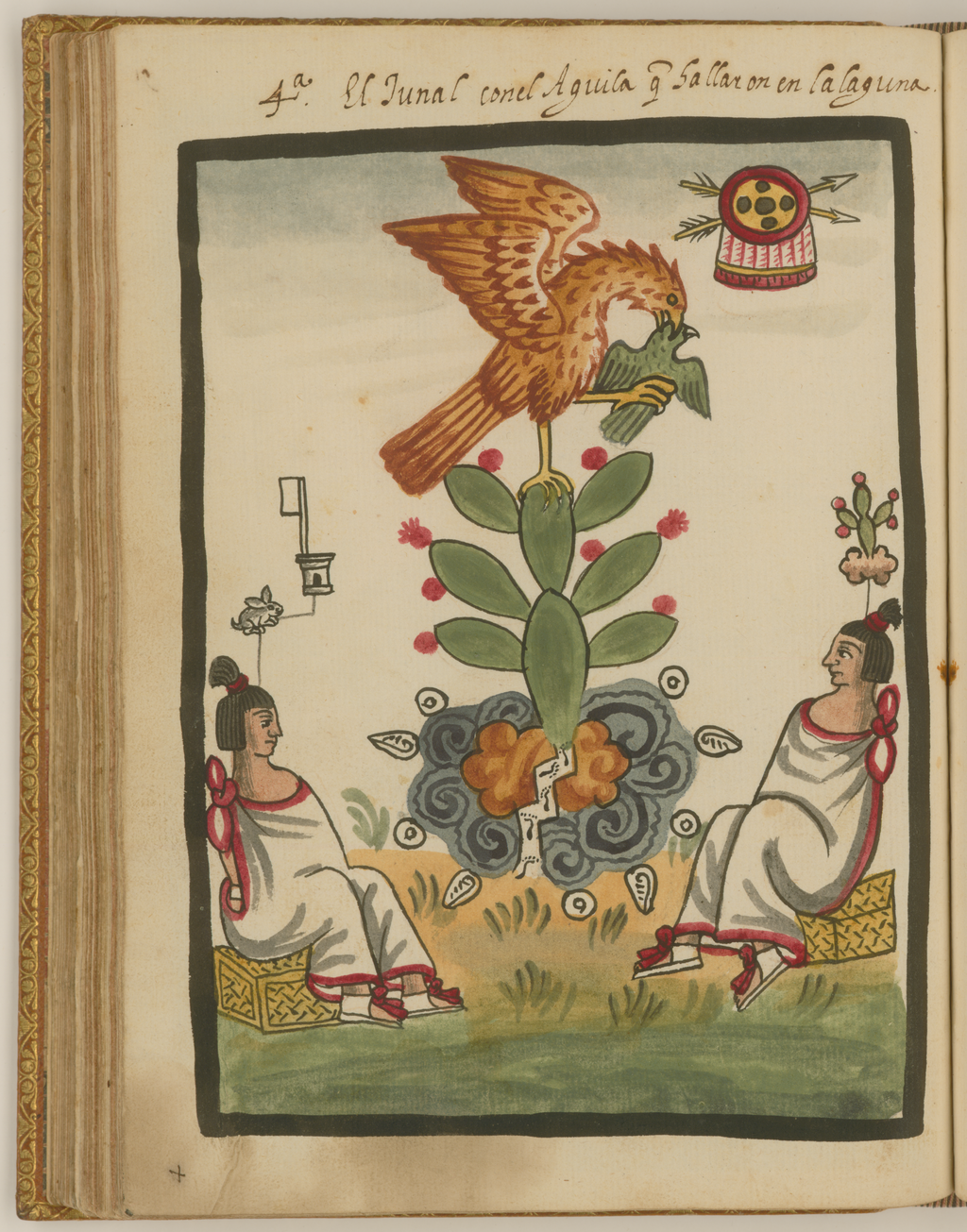
Заснування Теночтітлана
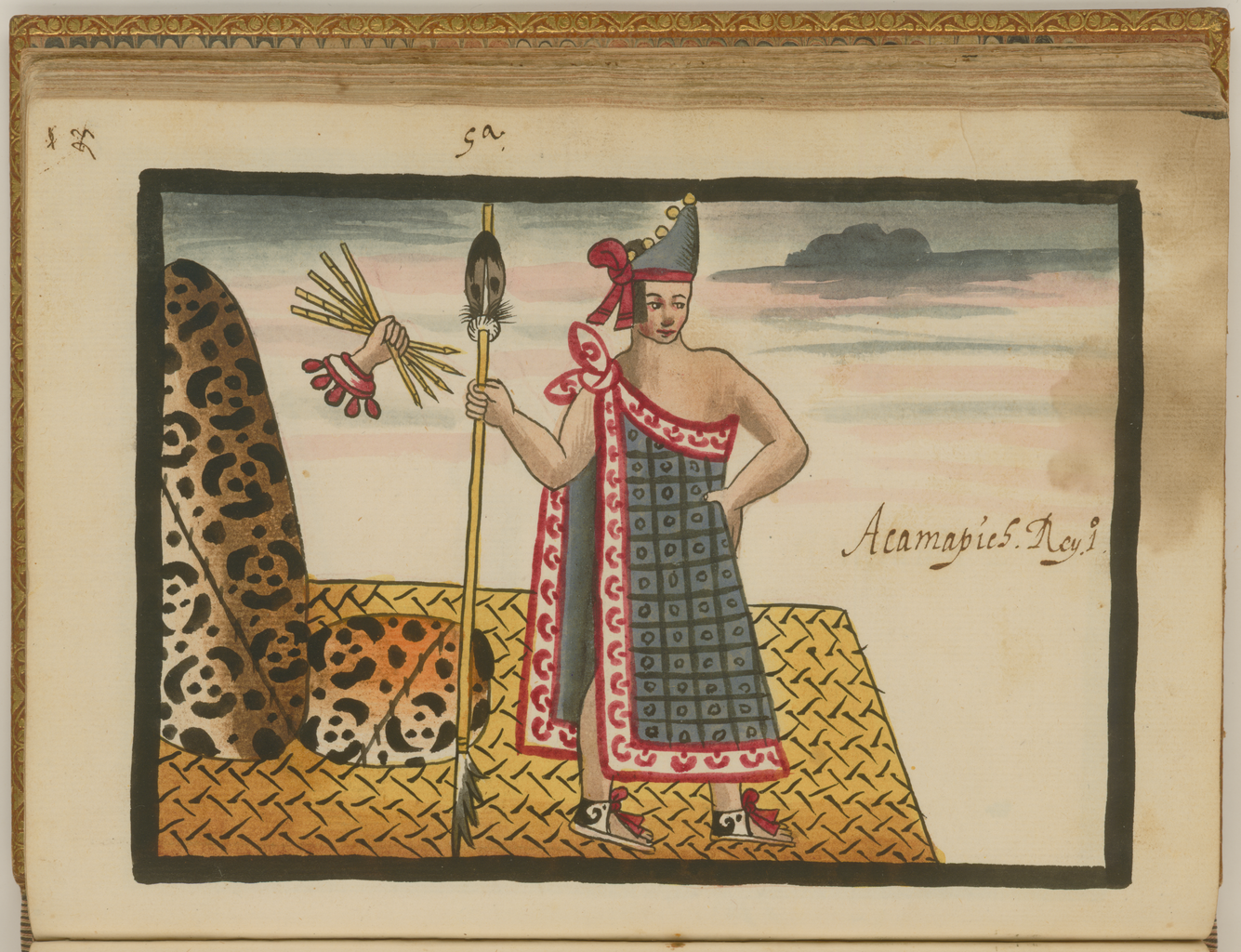
Акамапічтлі, перший ацтекський тлатоані
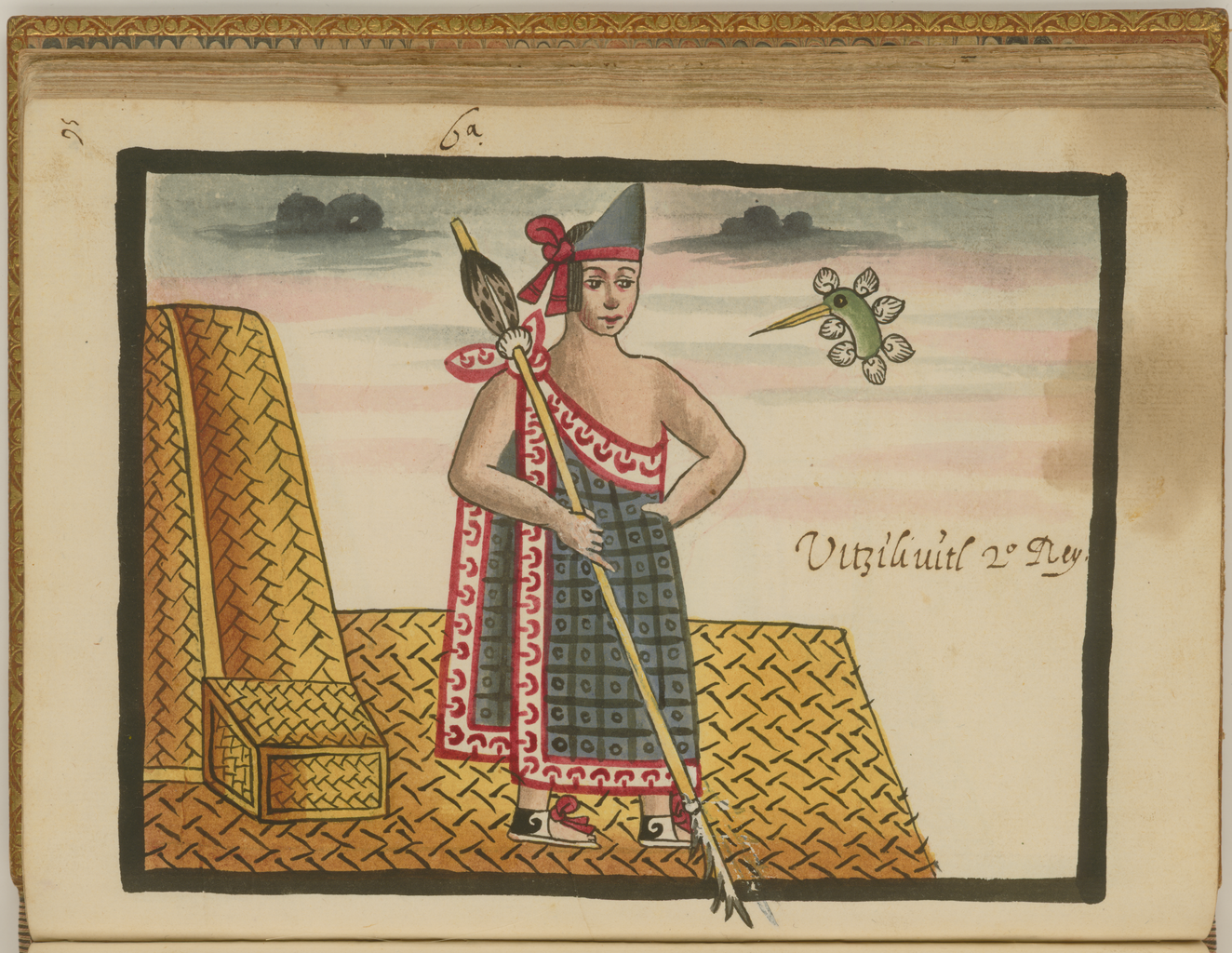
Віцилівітль, другий ацтекський тлатоані
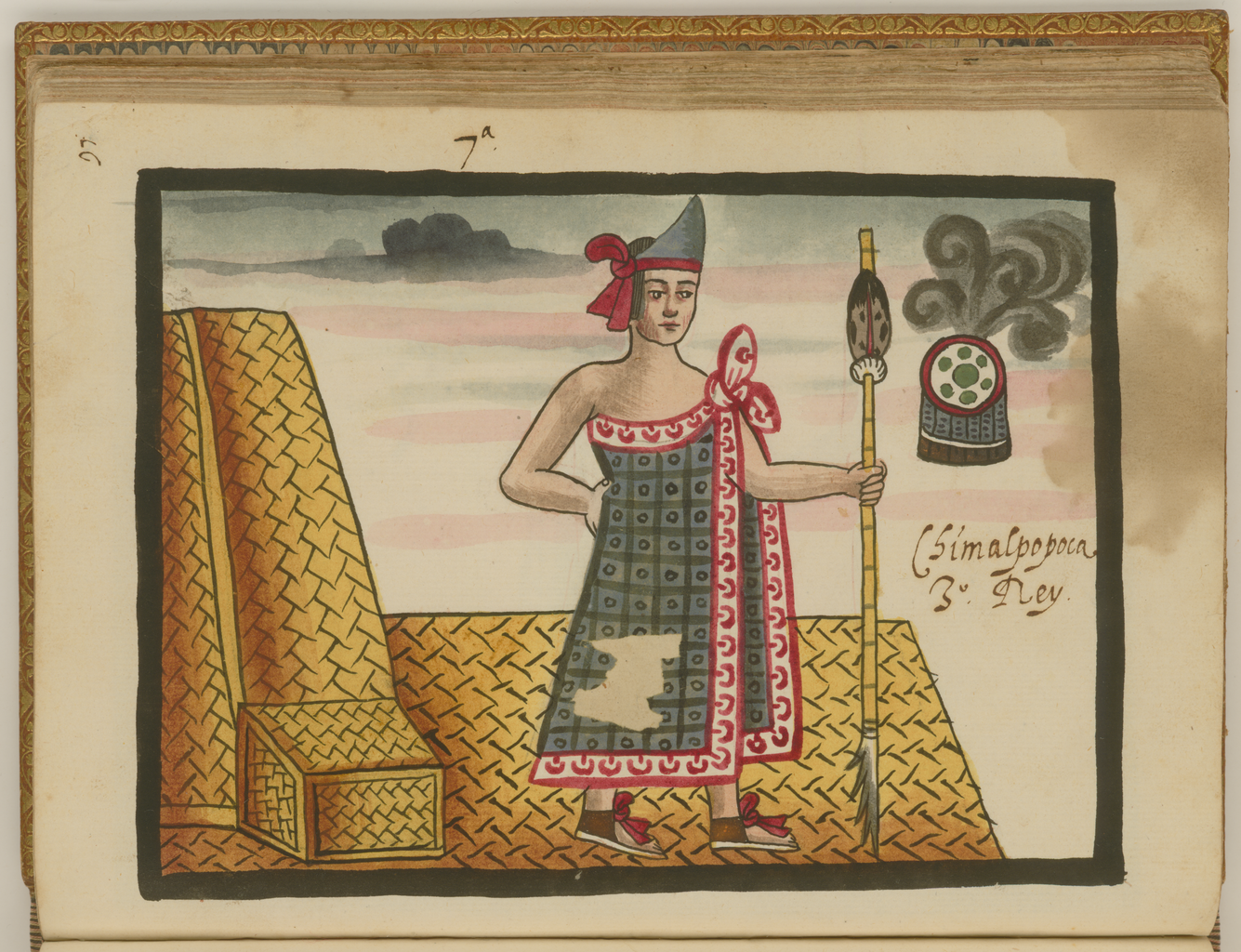
Чимальпопока, третій ацтекський тлатоані
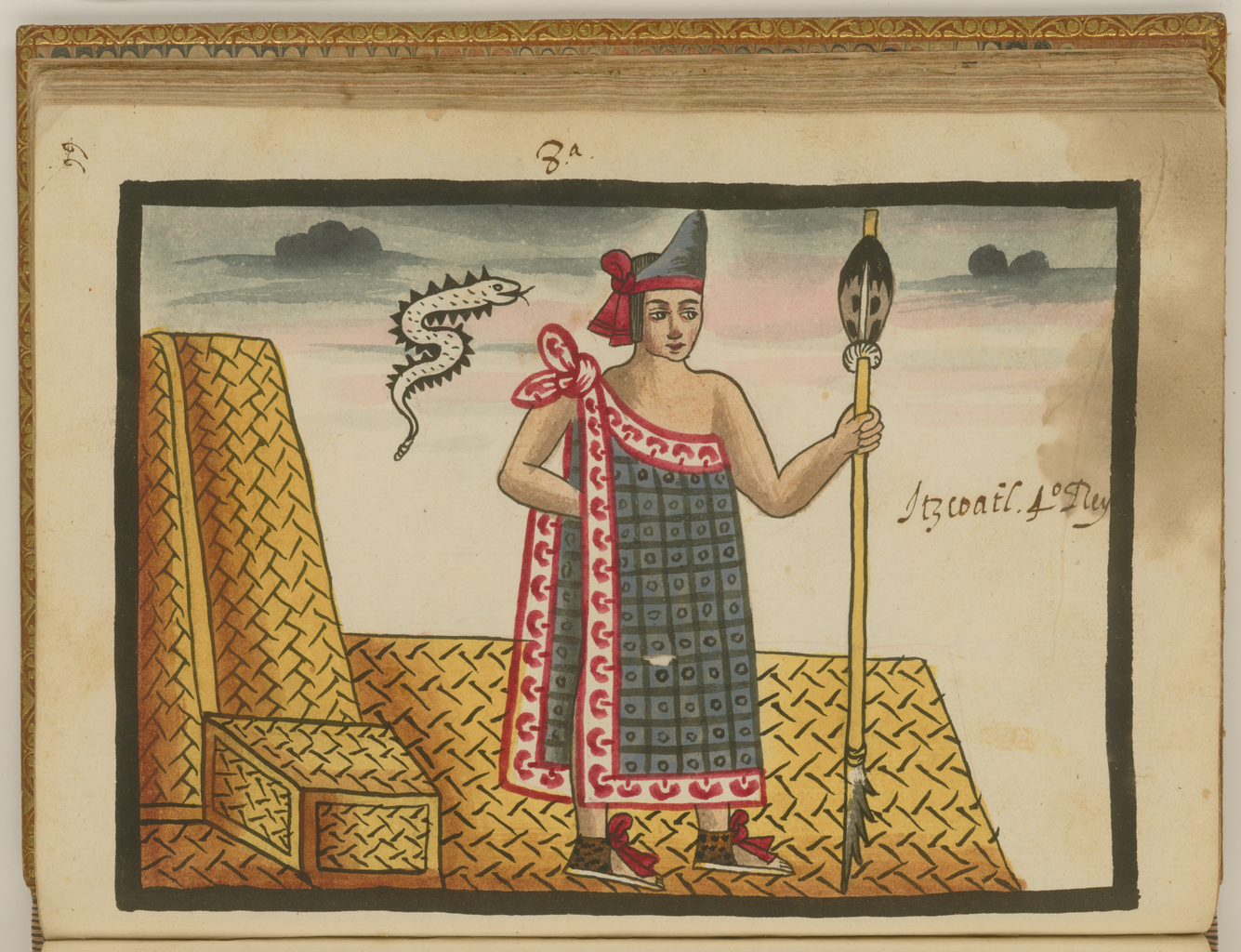
Іцкоатль, четвертий ацтекський тлатоані
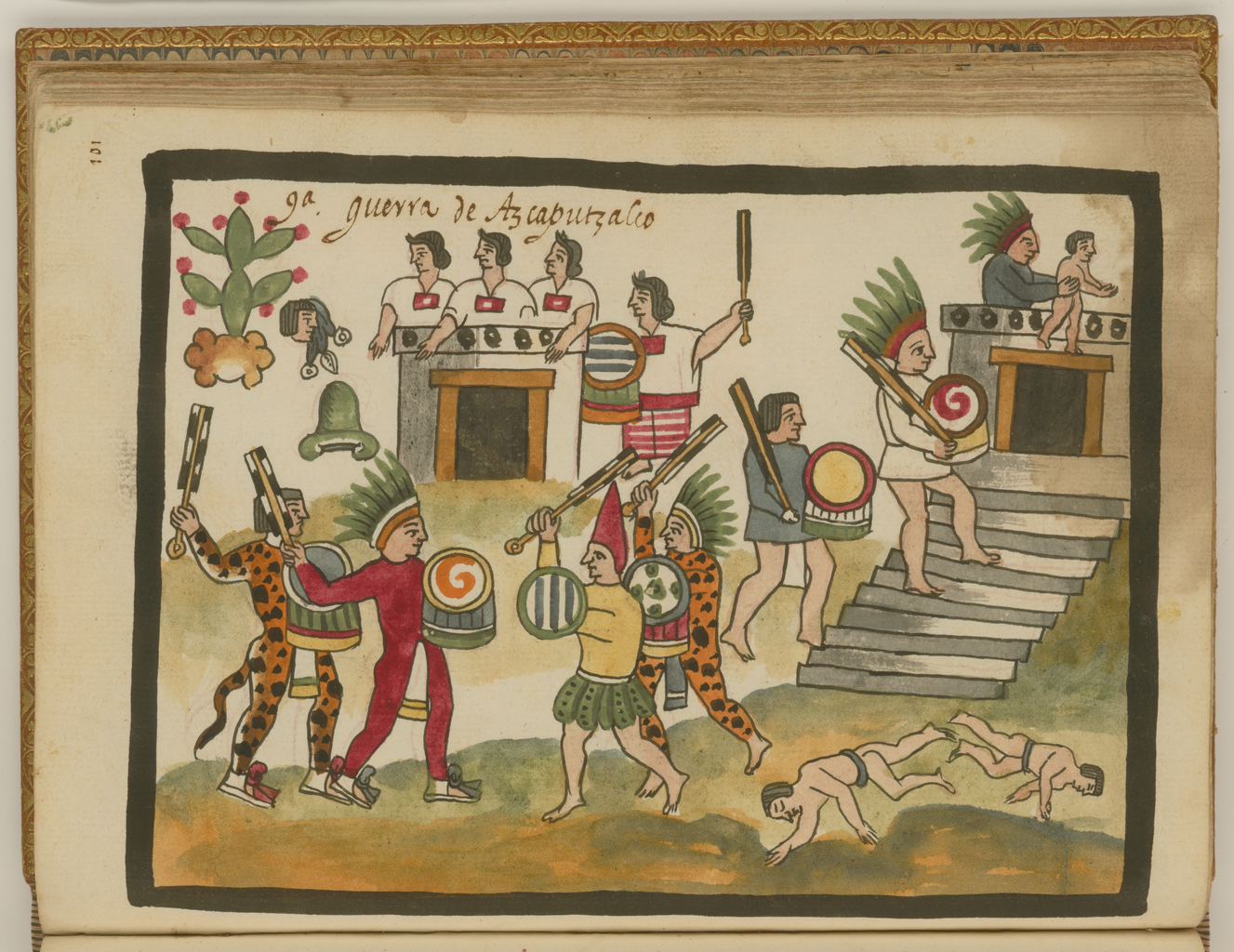
Битва при Ацкапоцалько
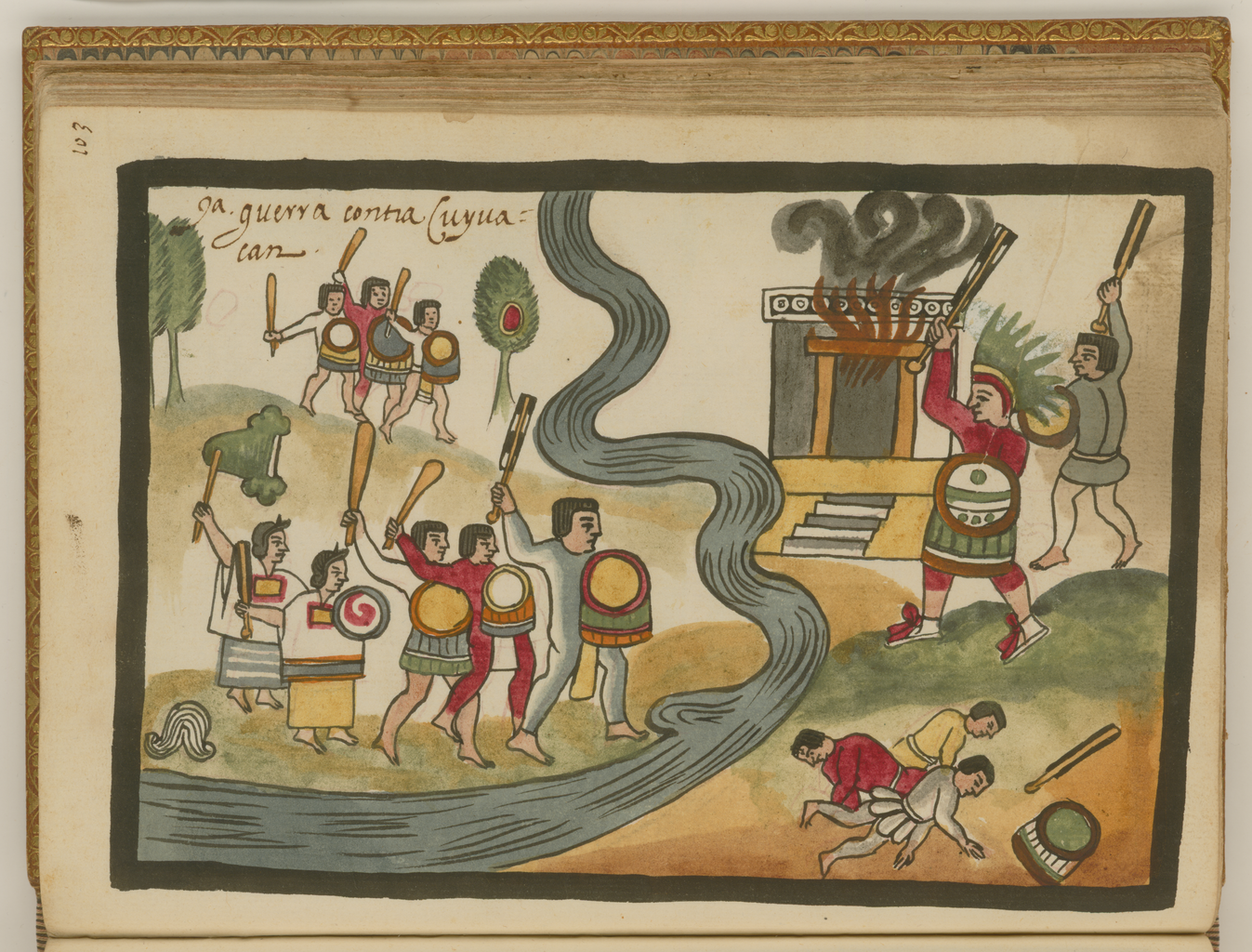
Війна проти Койоакана
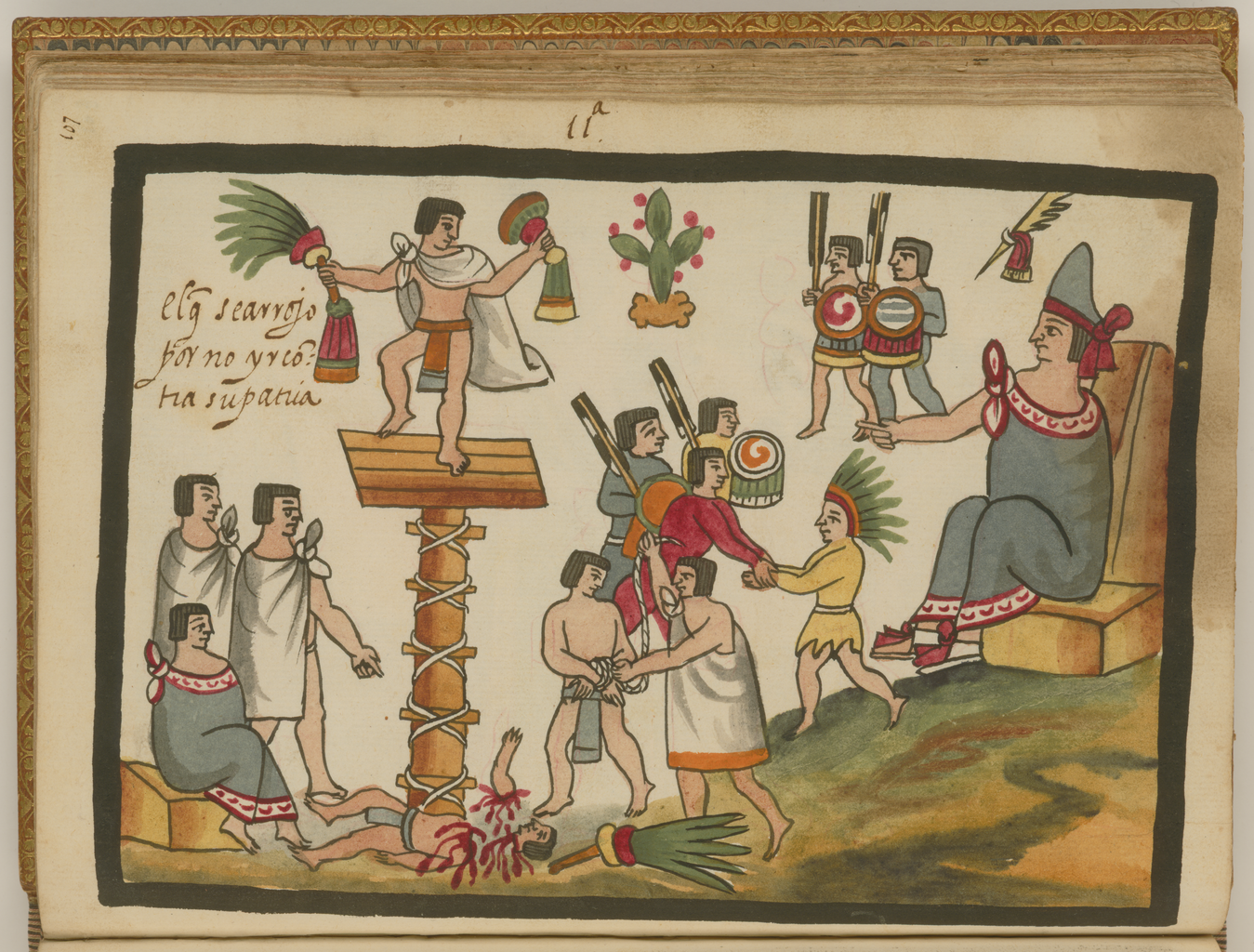
Ацтекський шляхтич жертвує власним життям
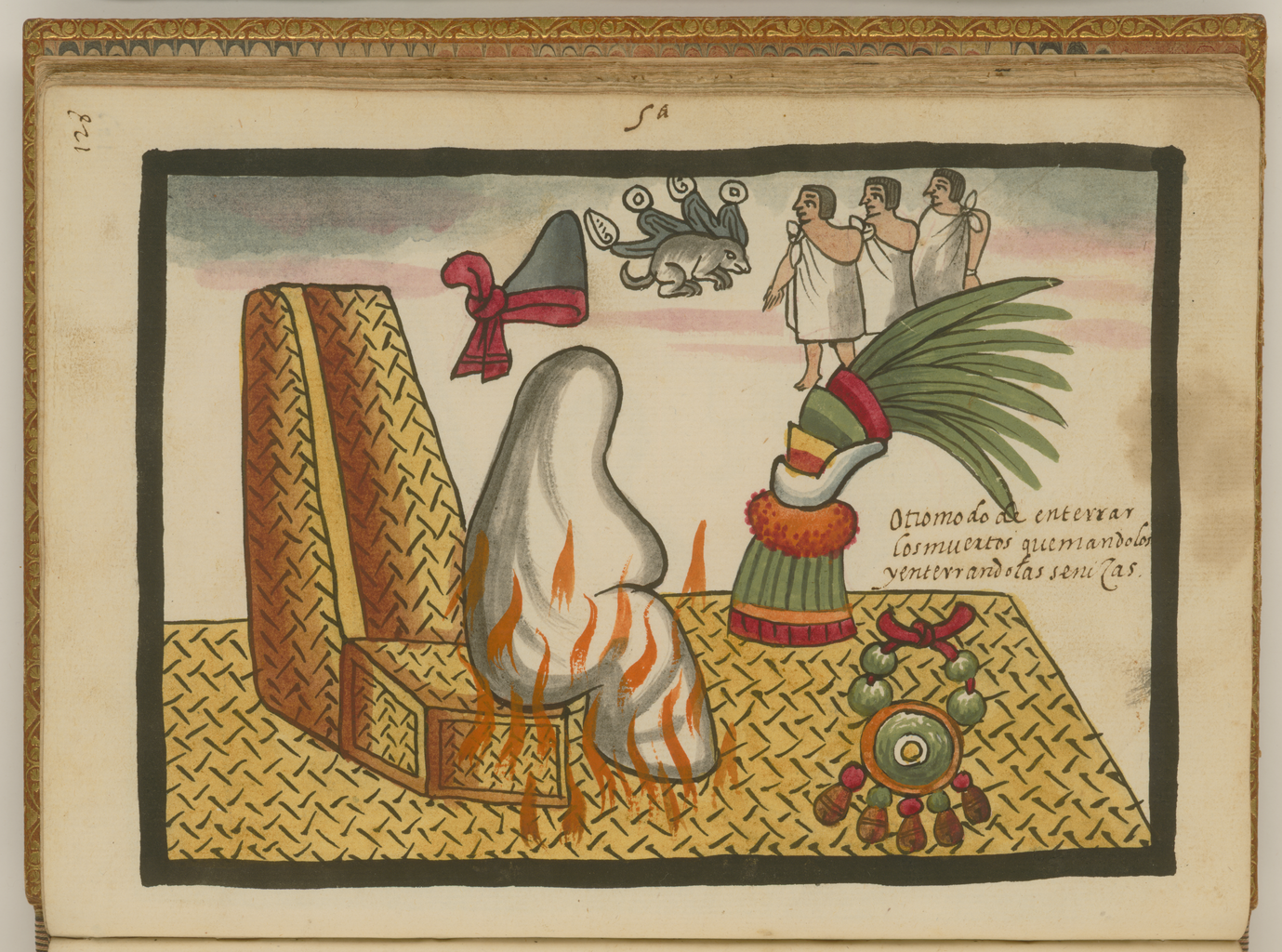
Похорон Авіцотля
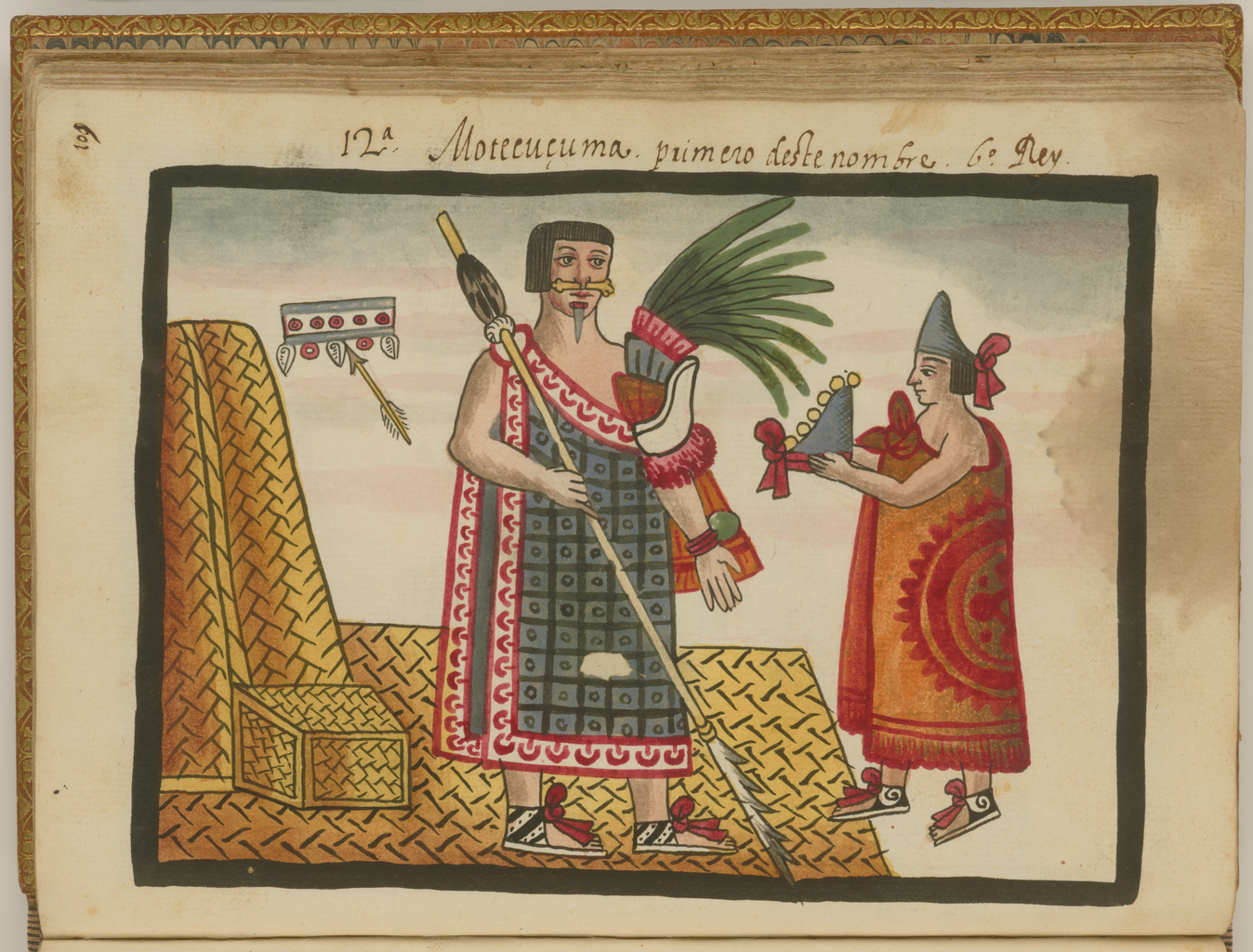
Моктесума, п'ятий ацтекський тлатоані
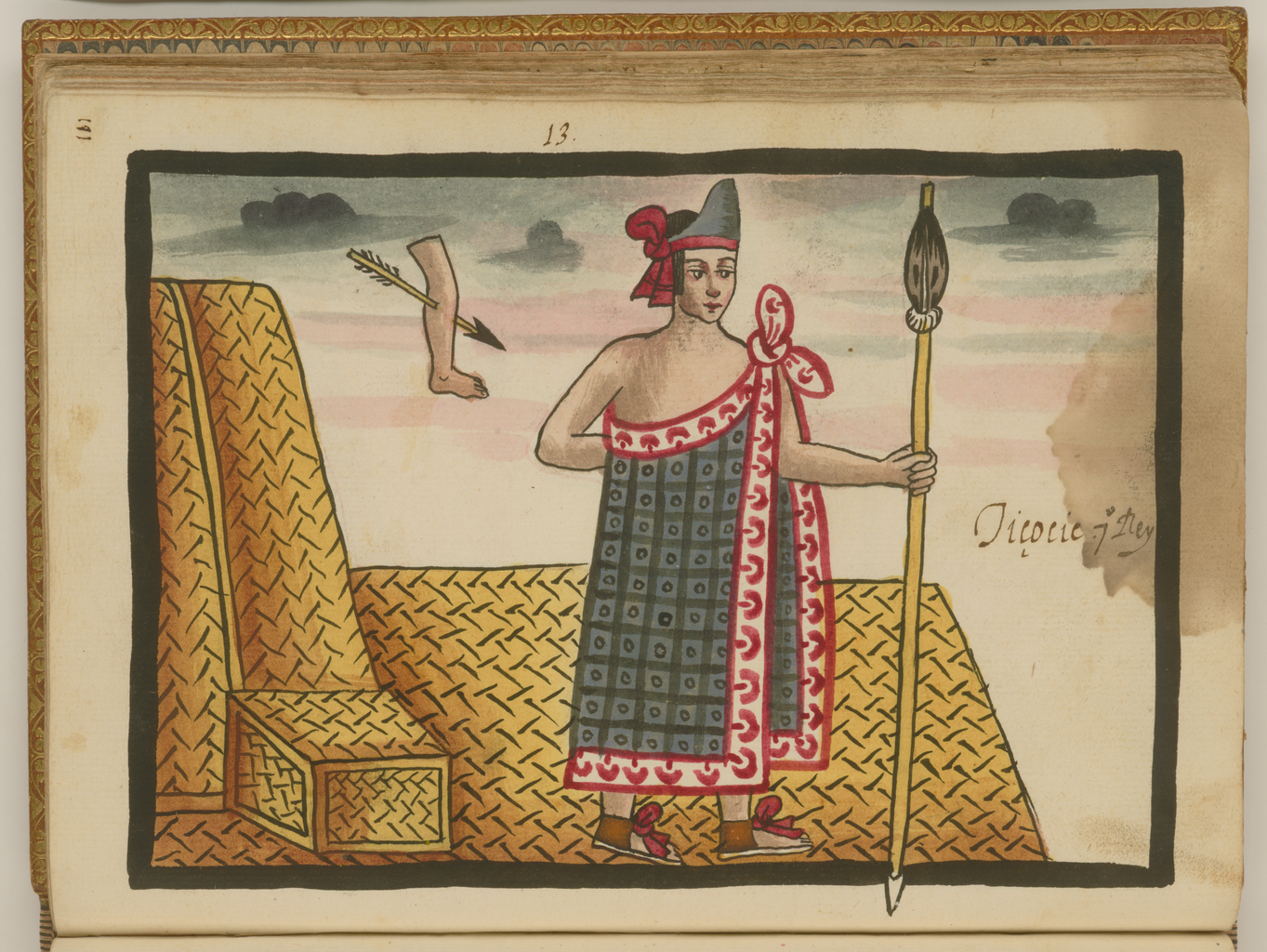
Тісок, сьомий ацтекський тлатоані
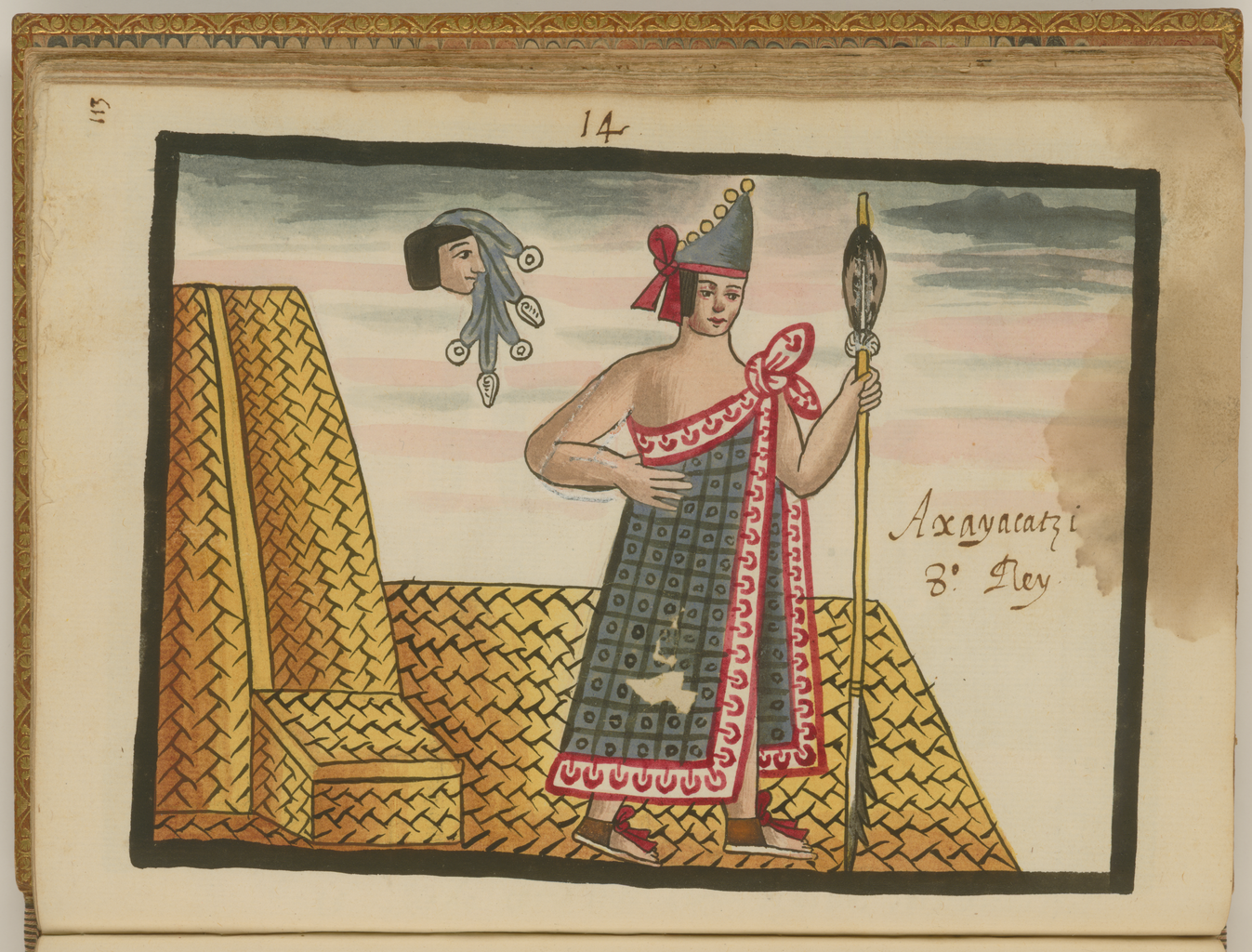
Ашаякатль, шостий ацтекський тлатоані
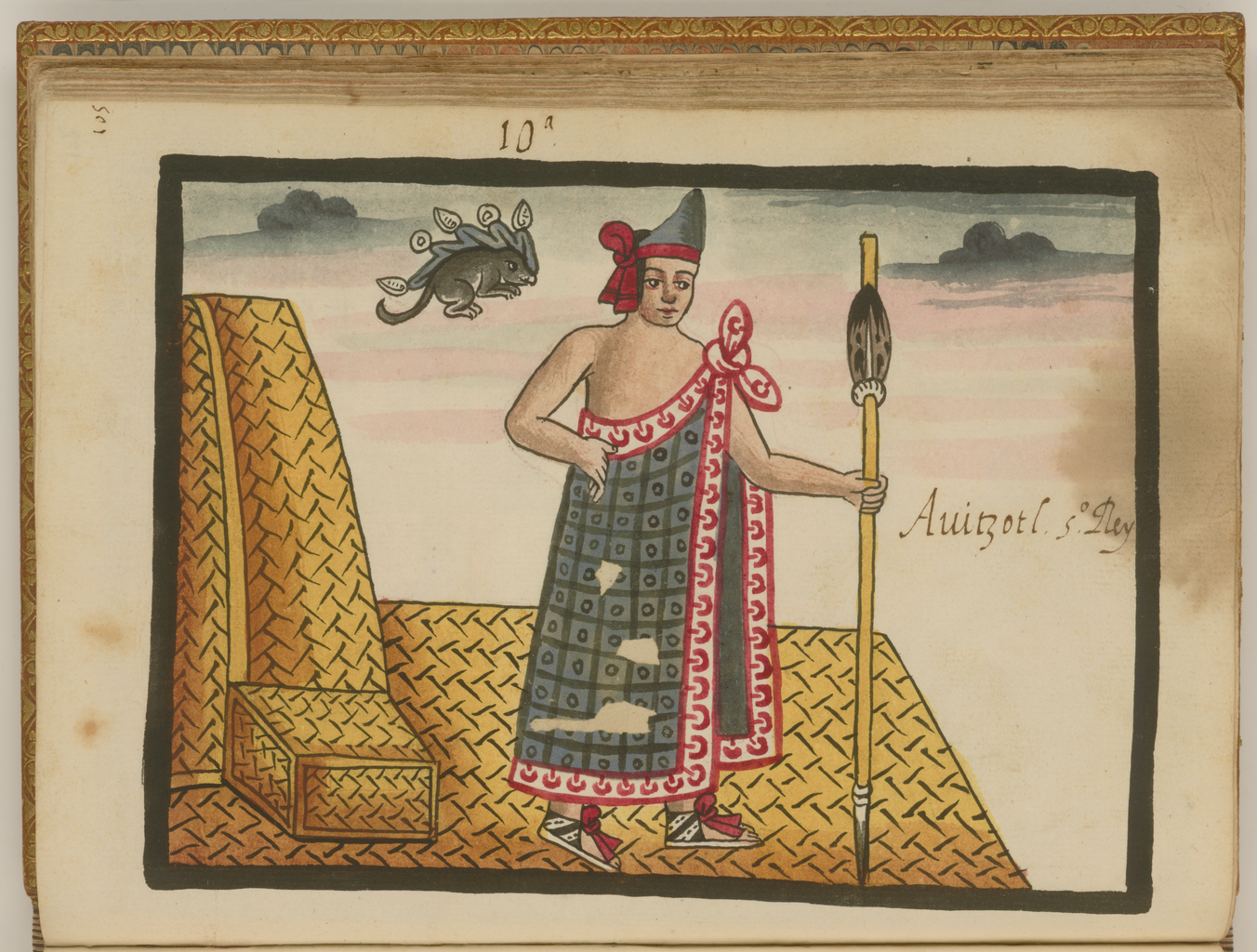
Авіцотль, дев'ятий ацтекський тлатоані
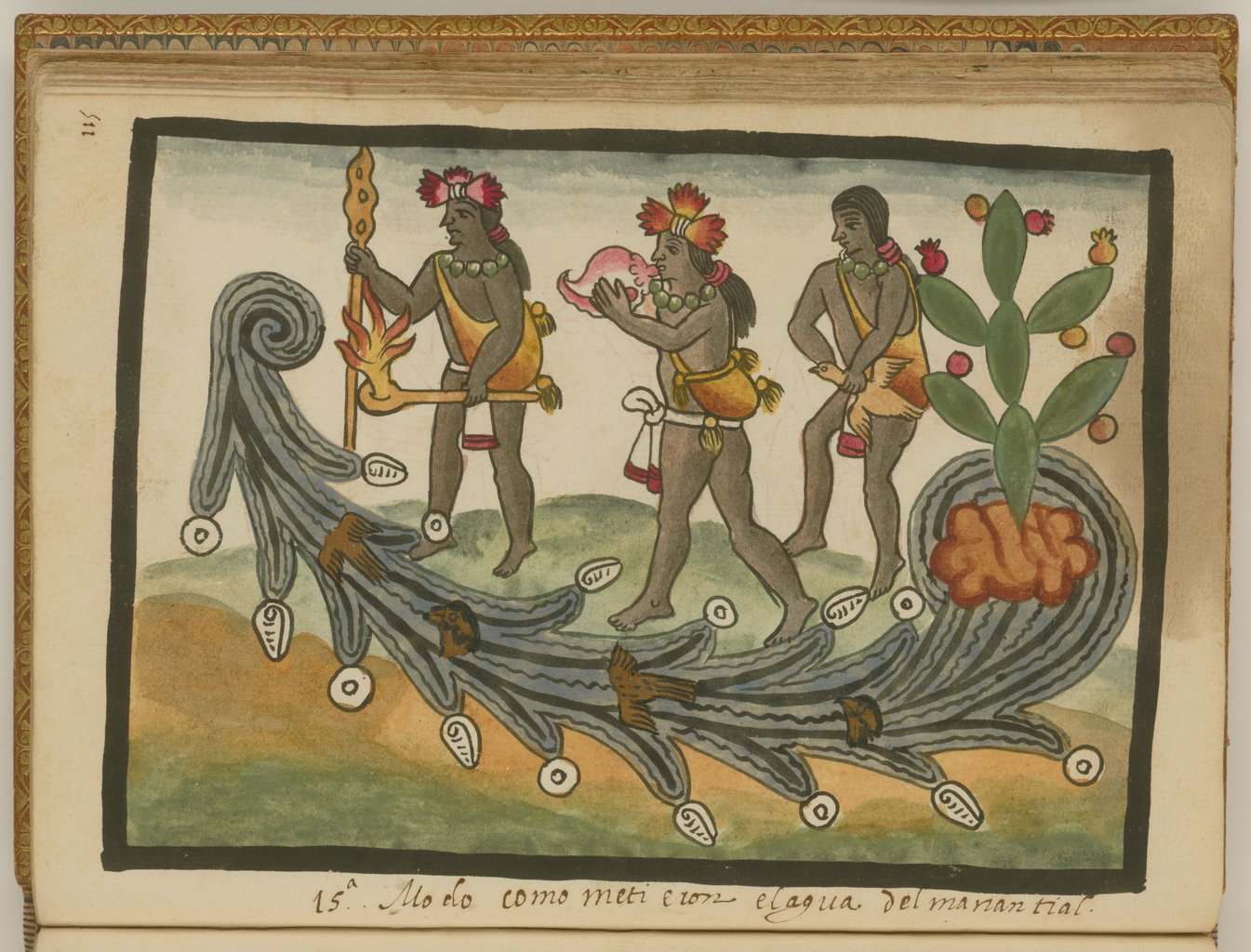
Чаклуни отримали воду джерела Куестекатль
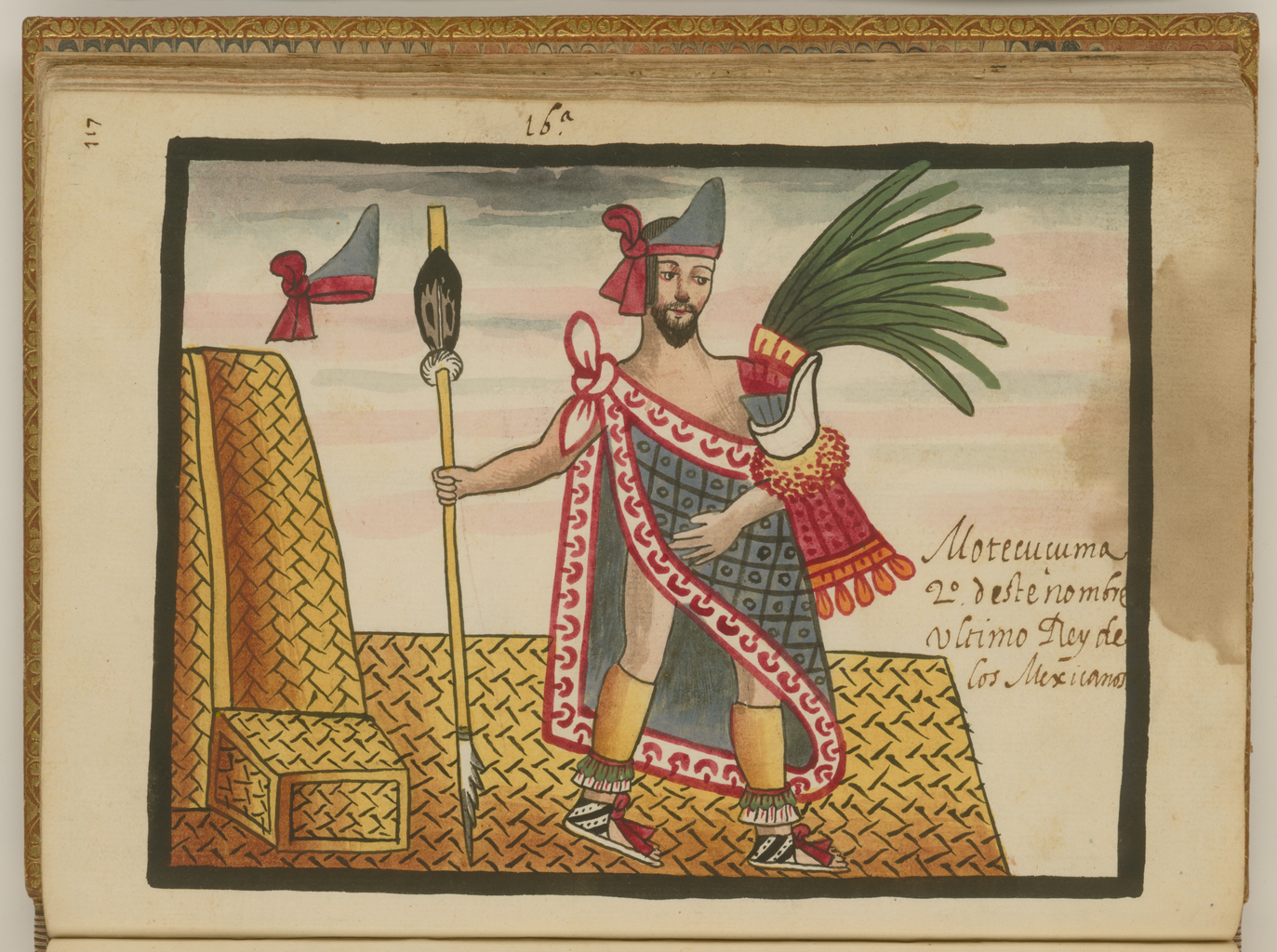
Моктесума, останній імператор ацтеків

## Історія публікування
У XIX столітті рукопис придбав сер Томас Філліпс і вивіз із Іспанії близько 1837 року. Філліпс намагався опублікувати матеріал, але світ побачили лише 23 сторінки рукопису, становлячи тим самим неповне видання, яке трапляється вкрай рідко. 1946 року рукопис продано на аукціоні й поміщено в Бібліотеку Джона Картера Брауна, де він міститься й нині, хоча вчений Омар Салех Камбрерос припускає, що, зважаючи на деякі невеликі відмінності між виданням Філліпса і частиною рукопису, що дійшла до нас, існує ймовірність того, що оригінал утрачено. Пізніше рукопис публікували різні люди за різних обставин: календарний розділ опублікували у 1951 року Кублер і Гібсон, а транскрипцію та французький переклад усього рукопису з таблицями історичного розділу випустив 1972 року Жак Лафає.